# فرانك بي. كوبر
فرانك بي. كوبر (بالإنجليزية: Frank B. Cooper)‏ هو مدير أكاديمي أمريكي، ولد في 17 سبتمبر 1855 في Mount Morris Township, Illinois ‏ في الولايات المتحدة، وتوفي في 23 نوفمبر 1930 في ليك فورست بارك في الولايات المتحدة.